# Olo

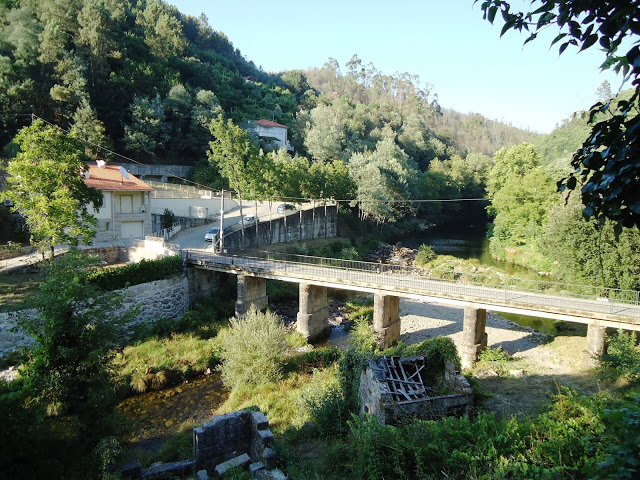
Olo

Olo é uma povoação portuguesa do Município de Amarante que foi sede da extinta Freguesia de Olo, freguesia que tinha 6,6 km² de área e 371 habitantes (2011), e, por isso, uma densidade populacional de 56,2 hab/km², a qual era atravessada pelo Rio Olo.

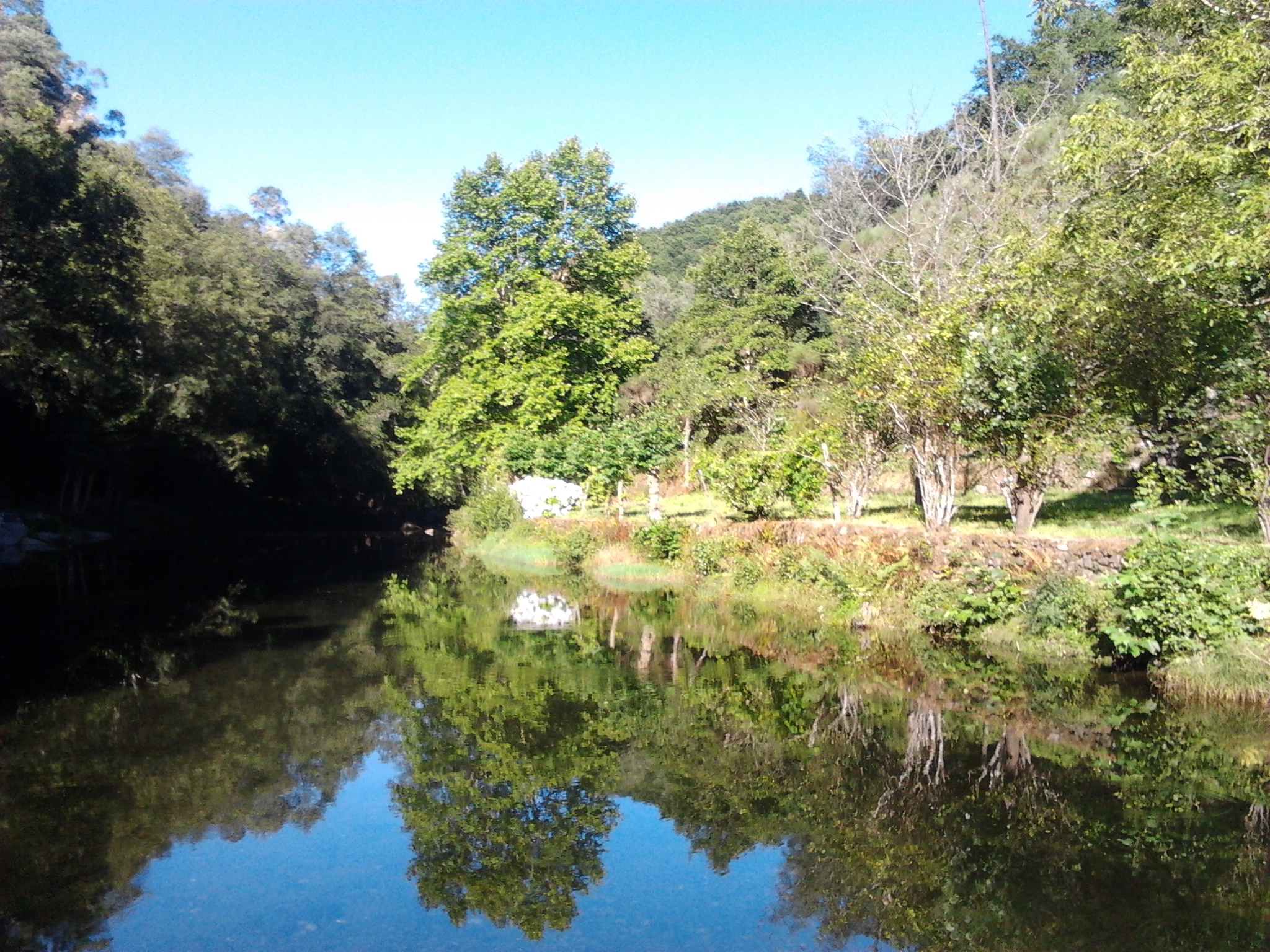
Rio Olo

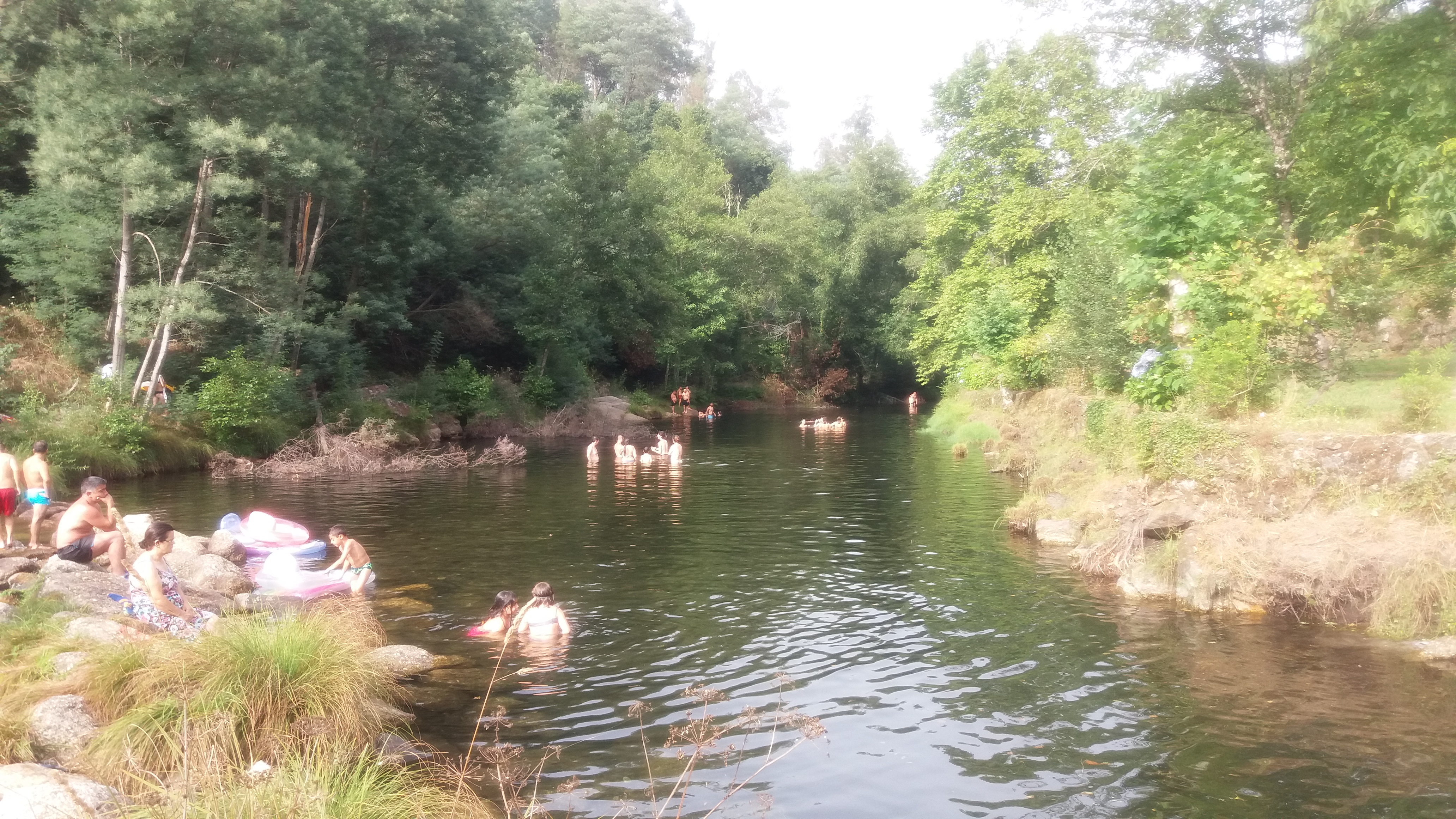
Amarante - Rio Olo

A Freguesia de Olo foi extinta em 2013, no âmbito de uma reforma administrativa nacional, tendo sido agregada à freguesia de Canadelo, para formar uma nova freguesia denominada União das Freguesias de Olo e Canadelo da qual é sede.

## População
| População da freguesia de Olo | População da freguesia de Olo | População da freguesia de Olo | População da freguesia de Olo | População da freguesia de Olo | População da freguesia de Olo | População da freguesia de Olo | População da freguesia de Olo | População da freguesia de Olo | População da freguesia de Olo | População da freguesia de Olo | População da freguesia de Olo | População da freguesia de Olo | População da freguesia de Olo | População da freguesia de Olo |
| ----------------------------- | ----------------------------- | ----------------------------- | ----------------------------- | ----------------------------- | ----------------------------- | ----------------------------- | ----------------------------- | ----------------------------- | ----------------------------- | ----------------------------- | ----------------------------- | ----------------------------- | ----------------------------- | ----------------------------- |
| 1864                          | 1878                          | 1890                          | 1900                          | 1911                          | 1920                          | 1930                          | 1940                          | 1950                          | 1960                          | 1970                          | 1981                          | 1991                          | 2001                          | 2011                          |
|                               |                               |                               |                               |                               |                               |                               | 666                           | 683                           | 718                           | 547                           | 485                           | 441                           | 446                           | 371                           |

| Distribuição da População por Grupos Etários | Distribuição da População por Grupos Etários | Distribuição da População por Grupos Etários | Distribuição da População por Grupos Etários | Distribuição da População por Grupos Etários | Distribuição da População por Grupos Etários | Distribuição da População por Grupos Etários | Distribuição da População por Grupos Etários | Distribuição da População por Grupos Etários | Distribuição da População por Grupos Etários |
| -------------------------------------------- | -------------------------------------------- | -------------------------------------------- | -------------------------------------------- | -------------------------------------------- | -------------------------------------------- | -------------------------------------------- | -------------------------------------------- | -------------------------------------------- | -------------------------------------------- |
| Ano                                          | 0-14 Anos                                    | 15-24 Anos                                   | 25-64 Anos                                   | > 65 Anos                                    |                                              | 0-14 Anos                                    | 15-24 Anos                                   | 25-64 Anos                                   | > 65 Anos                                    |
| 2001                                         | 103                                          | 70                                           | 193                                          | 80                                           |                                              | 23,1%                                        | 15,7%                                        | 43,3%                                        | 17,9%                                        |
| 2011                                         | 49                                           | 65                                           | 182                                          | 75                                           |                                              | 13,2%                                        | 17,5%                                        | 49,1%                                        | 20,2%                                        |

A freguesia havia sido criada pelo decreto-lei nº 23.501, de 25/01/1934, com lugares da freguesia de Sanche.